# Herbert Burschik
Herbert Burschik (* 13. Dezember 1922 in Prag; † 1990 in Eisenhüttenstadt) war ein deutscher Bildhauer in der DDR.

## Leben und Wirken

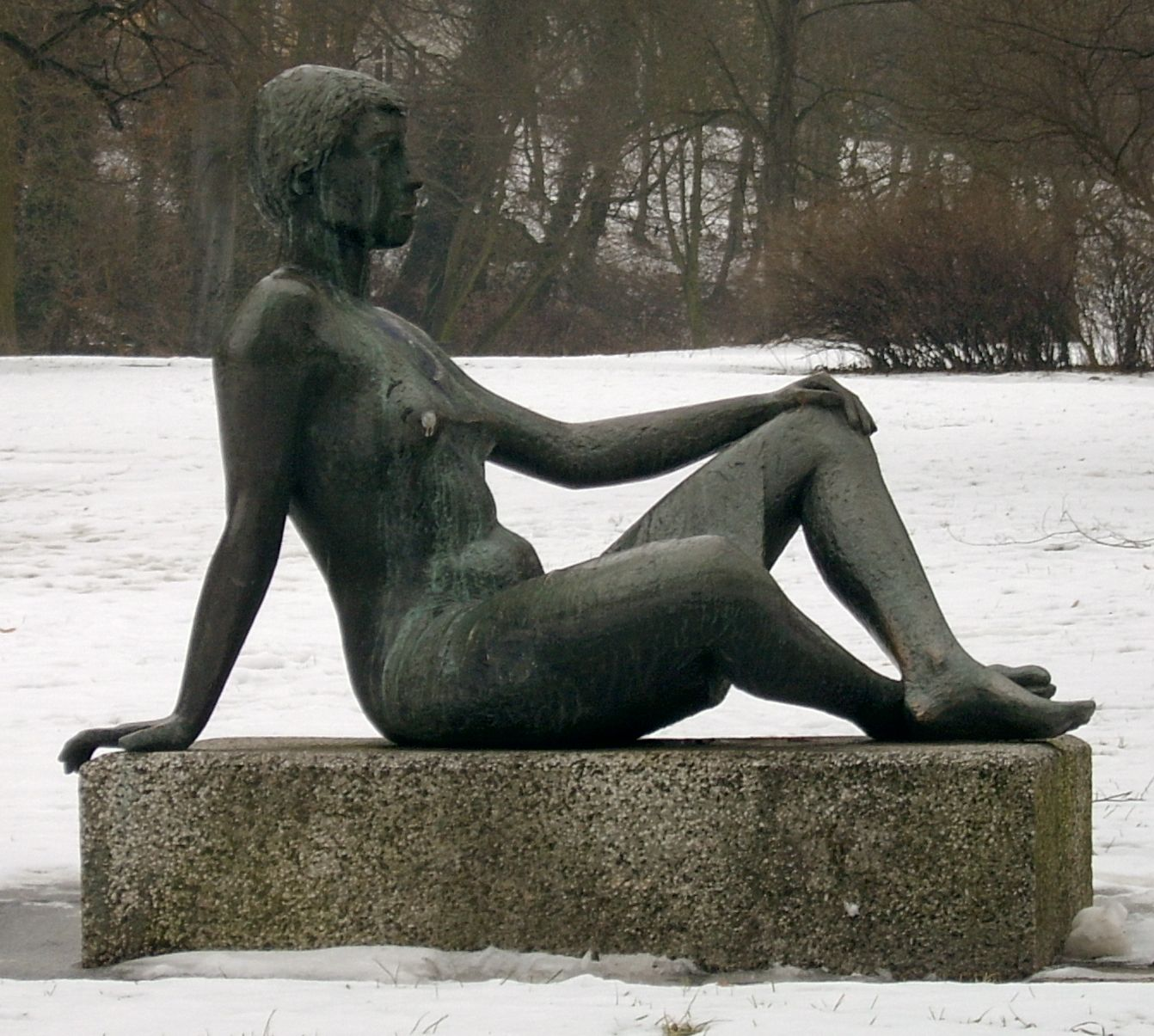
Große Sitzende, Frankfurt (Oder), Lennépark

Herbert Burschik absolvierte nach seiner Schulzeit zunächst eine Lehre als Kaufmann, wurde danach zur Wehrmacht eingezogen und nahm am Zweiten Weltkrieg teil. Nach der Entlassung aus der Kriegsgefangenschaft übte er Tätigkeiten in verschiedenen Berufen aus. Von 1948 bis 1950 absolvierte er in Sondershausen eine Ausbildung zum Steinmetz. Von 1950 bis 1955 studiert er an der Hochschule für Bildende Künste Dresden in der Fachrichtung Plastik bei Walter Arnold. Anschließen hatte er bis 1958 eine Aspirantur.
Seit 1959 arbeitete Burschik freischaffend in Stalinstadt, danach in Frankfurt (Oder). Er unternahm Studienreisen nach Polen, Ungarn, in die Tschechoslowakei (ČSSR) und die Sowjetunion (UdSSR). Er war Mitglied des Verbands Bildender Künstler der DDR und auf Ausstellungen auch in der Bundesrepublik Deutschland, in Polen, in der UdSSR und in der ČSSR vertreten.
Plastiken Burschiks stehen im öffentlichen Raum und finden sich in öffentlichen Sammlungen. Dazu zählen auch viele architekturbezogene Arbeiten.

## Ehrungen (Auswahl)
- 1961 Kunstpreis des Bezirkes Frankfurt (Oder)
- 1973 Ehrenplakette der Stadt Eisenhüttenstadt
- 1982 Heinrich-von-Kleist-Preis der Stadt Frankfurt (Oder)
- 1984 Vaterländischer Verdienstorden in Gold

## Werke (Auswahl)

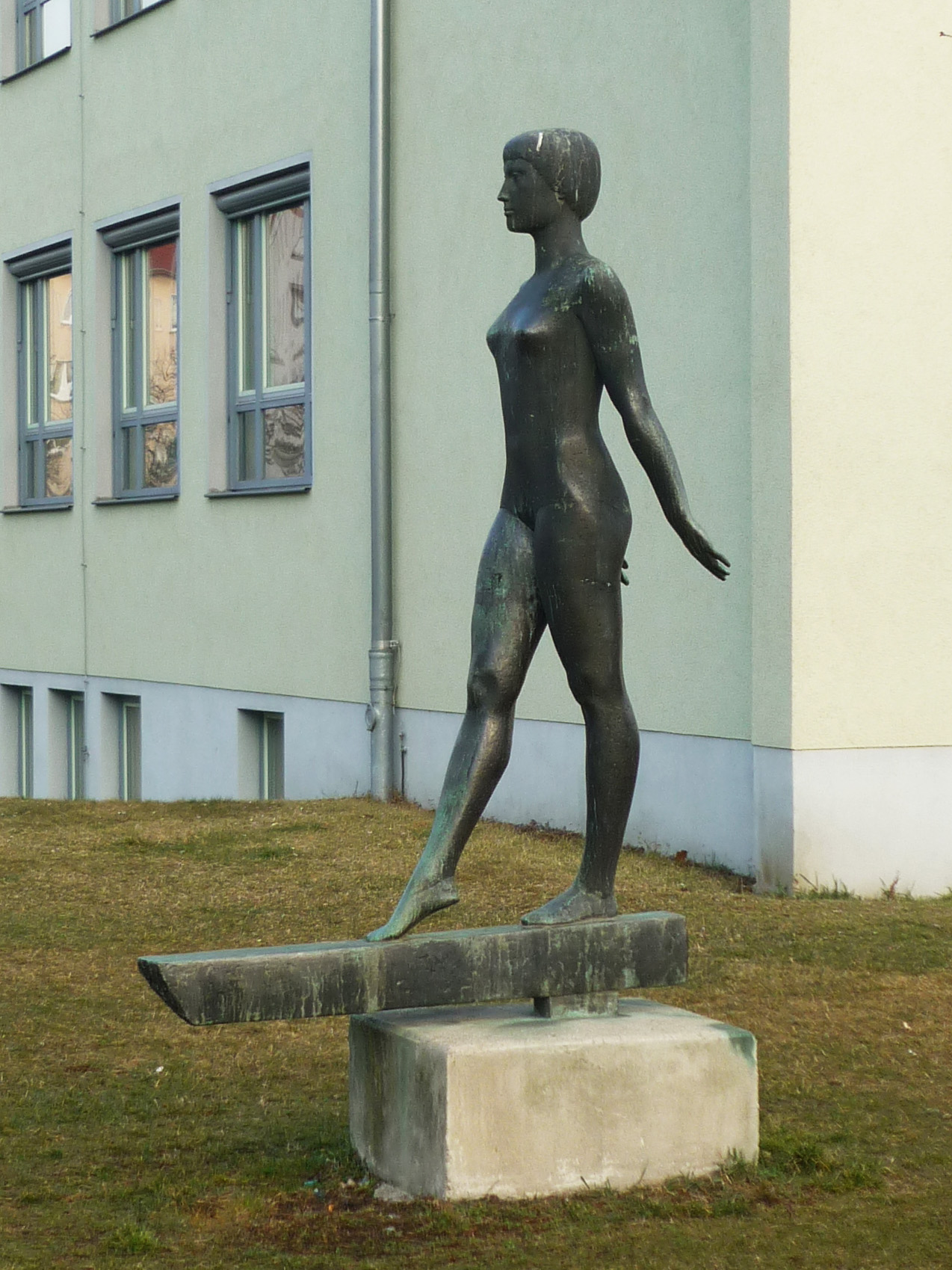
Turnerin, Dresden-Südvorstadt

### Werke im öffentlichen Raum
- 1962: Turnerin, Bronze; Dresden-Südvorstadt, Grundschule in der Schweizer Straße

- 1962: Liegender Junge, Bronze, Frankfurt (Oder), Lennépark
- 1962: Liegender Junge, Bronze, Eisenhüttenstadt, Weinbergstraße 3
- 1963: Mädchen am Schwebebalken, Bronze, vor Turnhalle, Bernau bei Berlin, Jahnstraße 56
- 1965: Große Sitzende, Bronze; Frankfurt (Oder), Lennépark
- 1966: Akrobatengruppe, Bronze; Schwedt/Oder, Leverkusener Straße[3]
- 1966: Mädchen mit Blume, Bronze; Schwedt/Oder, Kindertagesstätte Regenbogen[3]
- 1968: Liegende, Bronze; Schwedt/Oder, Asklepios Klinikum Uckermark[3]
- 1969: Turnerin mit Reifen, Bronze; Rathenow, Platz der Jugend
- 1970: Mädchen in der Hängematte, Bronze; Schwedt/Oder, Freizeit- und Erlebnisbad AquariUM[3]
- 1974: Nikolaus-Kopernikus-Denkmal, Bronze; Frankfurt (Oder), Bischofspromenade
- 1974: Torwart, Bronze; Magdeburg, Elbuferpromenade
- 1976: Sich Ausziehende, Beton; ehemals Badehaus Goor (zerstört, Teile erhalten)[2]
- 1976: Sich Ausziehende, Bronze; Schwedt/Oder, Uferweg (Bronzekopie der Betonfigur vom Badehaus Goor)[2][3]
- 1976: Torwart, Bronze; Schwedt/Oder, Sporthalle Neue Zeit[3]
- 1976: Mahnmal, Beton; Lübben (Spreewald), Sowjetischer Ehrenfriedhof
- ohne zeitliche Zuordnung:
  - Knabe mit Hund, Brunnenfigur; Eisenhüttenstadt[1]
  - Weiblicher Akt, Bronze; Eisenhüttenstadt
  - Stahlwerker, Bronze; Eisenhüttenstadt
  - Mädchen mit Tuch, Bronze; Eisenhüttenstadt, am Gartenfließ an der Diehloer Straße[4][5]
  - Hockende, Bronze; Eberswalde, Brandenburgisches Viertel[6]
  - Mädchen, Kunststein, Frankfurt (Oder), Botanischer Garten[7]

### Büsten
- Porträt Heidi (1963, Bronze)[8]
- Knabenportrait Jens (1964, Bronze)[9]
- Porträt Gerhart Eisler (1971, Bronze)[10]

## Ausstellungen (unvollständig)

### Personalausstellungen
- 1979 und 1980: mehrere Galerien des VEB Umweltgestaltung und Bildenden Kunst (mit Johannes Hansky)
- 1983: Frankfurt/Oder, Galerie Junge Kunst

#### Postum
- 1992 und 2007: Eisenhüttenstadt, Städtisches Museum Eisenhüttenstadt
- 2020: Eisenhüttenstadt, Städtisches Museum („Herbert Burschik – Arbeiten aus der Kunstsammlung des Städtischen Museums“)

### Teilnahme an zentralen und wichtigen regionalen Ausstellungen in der DDR
- 1961: Berlin, Akademie der Künste („Junge Künstler. Malerei“)
- 1962 bis 1982: Dresden, Fünfte Deutsche Kunstausstellung bis IX. Kunstausstellung der DDR
- 1964 bis 1985: Frankfurt/Oder, fünf Bezirkskunstausstellungen
- 1968: Halle/Saale, Staatliche Galerie Moritzburg („Sieger der Geschichte. Die Arbeiterpersönlichkeit in der bildenden Kunst der Deutschen Demokratischen Republik“)
- 1969: Rostock, Zoologischer Garten („Plastik im Zoo“)
- 1969, 1977, 1982 und 1986: Leipzig, Messehaus am Markt („Kunst und Sport“)
- 1971: Berlin, Altes Museum („Das Antlitz der Arbeiterklasse in der bildenden Kunst der DDR“)
- 1973 und 1982: Berlin, Treptower Park, „Plastik und Blumen“
- 1975: Wanderausstellung „Kleinplastik und Grafik“
- 1985: Potsdam, Kunstausstellung Potsdam